# Maria Calegari
Maria Calegari (New York, 30 marzo 1957) è un'ex ballerina statunitense.

## Biografia
Nato e cresciuta nel Queens, Maria Calegari ha studiato danza dal 1971 alla School of American Ballet, dove è stata allieva di Aleksandra Dionis'evna Danilova. 
Nel 1974 è stata scritturata dal New York City Ballet, di cui è diventata solista nel 1981 e prima ballerina nel 1983. Nel corso della sua carriera ha danzato in occasione della prime di diverse opere di Jerome Robbins e Peter Martins, oltre a danzare in numerosi balletti di George Balanchine, Helgi Tomasson e Robert La Fosse. Particolarmente apprezzate sono state le sue interpretazioni come Odette e Odile ne Il lago dei cigni di Balanchine e nel ruolo della protagonista femminile ne Il pomeriggio di un fauno di Robbins.
Nel 1994 ha lasciato il New York City Ballet, ma ha continuato a danzare sporadicamente per il decennio successivo. Grande esperta dell'opera di Balanchine e Robbins, dalla fine degli anni novanta ha ricreato le coreografie originali dei due coreografi con compagnie di alto profilo, tra cui il Royal Ballet, l'American Ballet Theatre, il San Francisco Ballet e il Boston Ballet.
È sposata con Bart Cook, suo collega al New York City Ballet.